# Dryadula phaetusa
Dryadula phaetusa (denominada, em inglês, Banded Longwing) é uma borboleta neotropical da família Nymphalidae e subfamília Heliconiinae, nativa dos Estados Unidos e México até o sul do Brasil e Uruguai.  É a única espécie do seu gênero (táxon monotípico). Foi classificada por Carolus Linnaeus, com a denominação de Papilio phaetusa, em 1758. Suas lagartas atacam algumas espécies de Passiflora.

## Descrição
Indivíduos desta espécie possuem as asas de dimensões harmoniosas e de coloração laranja, vistas por cima, com pouco mais de 85 milímetros de envergadura, com 6 faixas escuras lhes atravessando; 2 delas formadas pelo contorno das asas posteriores. Vistos por baixo, sua principal característica é um padrão de faixas em diversos tons que vão do marrom, principalmente nas asas posteriores, passando pelo mesmo laranja da face superior, ao salmão bem pálido, quase branco. Apresentam leve dimorfismo sexual, sendo as fêmeas mais pálidas, até amareladas, do que os machos.

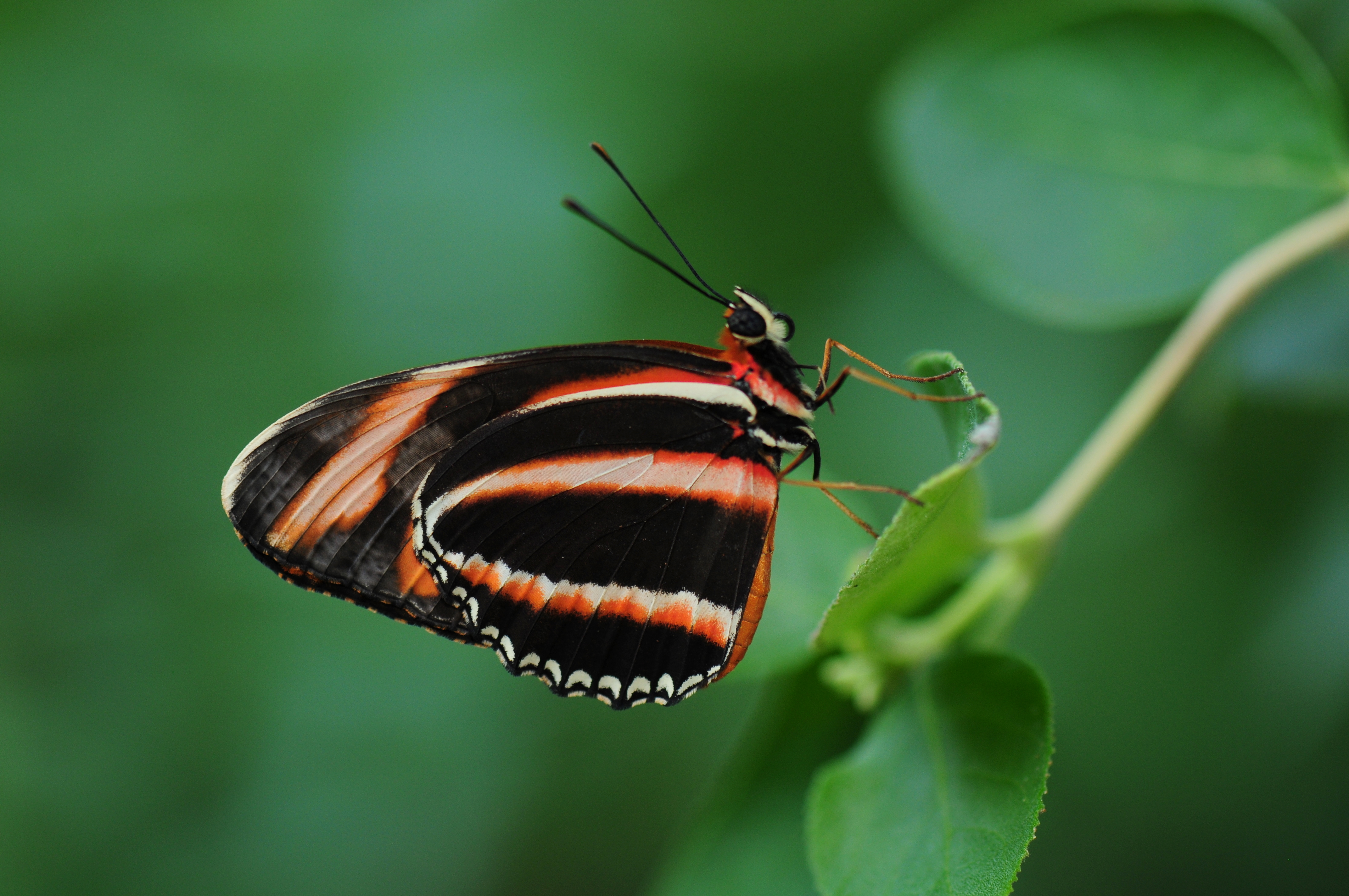
D. phaetusa, em repouso.
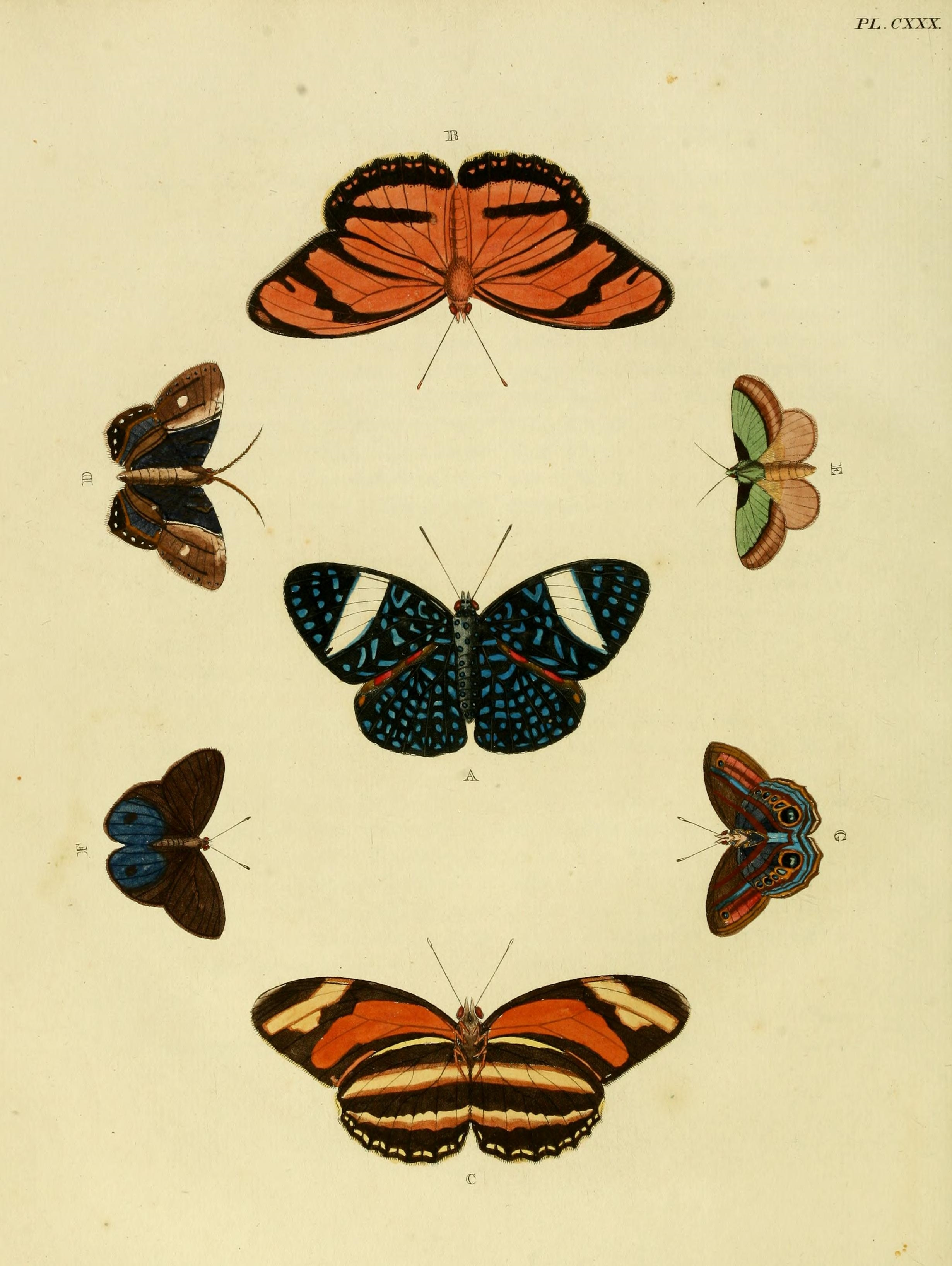
D. phaetusa são as borboletas acima (vista superior) e abaixo (vista inferior), nesta ilustração de 1779.

## Hábitos
Segundo Adrian Hoskins, esta espécie pode ser encontrada em muitos habitats e em qualquer altitude até 1.000 metros, voando em trilhas de florestas úmidas e decíduas, mas também comumente encontradas em áreas abertas e antrópicas, como clareiras florestais, pastagens, ao longo das margens dos rios e estradas. Os machos têm um lugar regular para se empoleirar, normalmente se decidindo sobre um tronco ou coto de árvore, perto da borda da floresta, voltando várias vezes para o mesmo local, depois de ser perturbados. No início da tarde, eles patrulham em busca de fêmeas. Se alimentam de substâncias retiradas de flores como a Lantana camara e o Asclepias curassavica. Frequentemente empoleiram-se embaixo de folhagens para dormir.

## Ovo, lagarta, crisálida e planta-alimento
Realiza sua postura em plantas do gênero Passiflora e seus ovos são colocados individualmente em diversas partes da planta. Inicialmente, eles são de coloração amarela. Suas lagartas, ao eclodirem, passam por cinco estágios até, em seu último estágio larvar, variarem do cinza alaranjado à cor de chumbo escuro, apresentando prolongamentos espiniformes e uma cabeça de coloração amarelada. A crisálida é cinzenta em sua coloração e apresenta dois prolongamentos cefálicos, como chifres.

## Subespécies
Dryadula phaetusa não possui uma diferenciação em subespécies, porém Stichel, em 1908, a dividiu em forma stupenda (do Panamá), lutulenta e deleta (do Paraguai).